# Jamón de jabalí

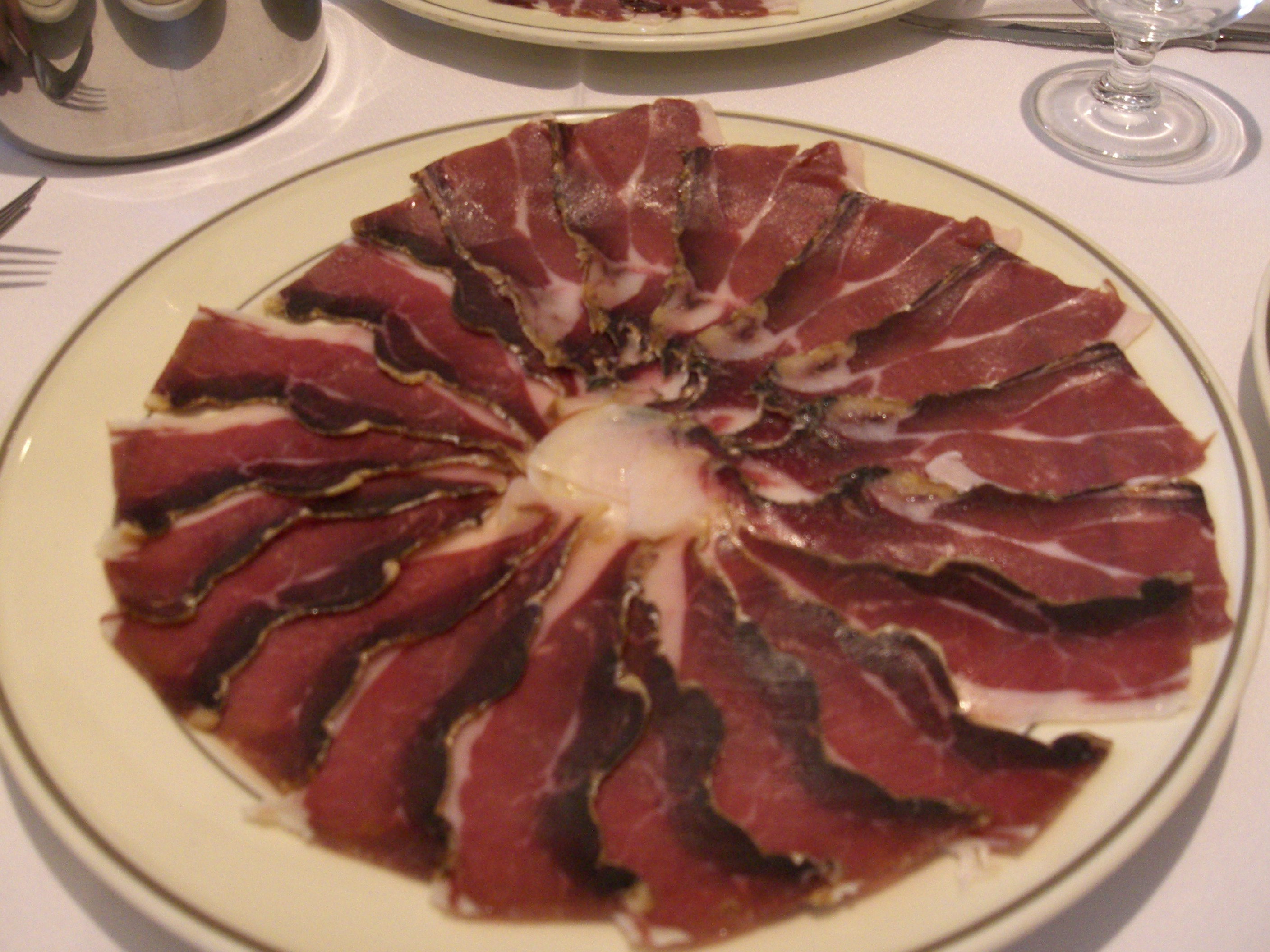
Plato de Jamón de Jabalí.

El jamón de jabalí (o anca, pernil, pierna) es el nombre genérico del producto obtenido de las patas traseras del jabalí salvaje, salado en crudo y curado de forma natural.

## Características
En contraste con el jamón serrano, tiene un sabor más fuerte y más salado. Es un producto de temporada ya que depende de la caza del jabalí y por esa razón y al no ser que lo encontremos envasado al vacío es difícil encontrarlo habitualmente en nuestros mercados.
También se puede encontrar en algunos restaurantes de zonas de montaña especializados en la cría de productos de caza. El jabalí se alimenta de trufas y vegetales lo que habla de la calidad final de este jamón.